# Pieza ostenta
Pieza ostenta är en tvåvingeart som först beskrevs av Axel Leonard Melander 1961.  Pieza ostenta ingår i släktet Pieza och familjen svävflugor. Inga underarter finns listade i Catalogue of Life.